# Carabus glabratus
Carabus glabratus là một loài bọ cánh cứng. Nó là một loài Boreo-arctic Montane phân bố khắp Trung Âu và Bắc Âu phía bắc đến Vòng Bắc Cực.

## Hình ảnh

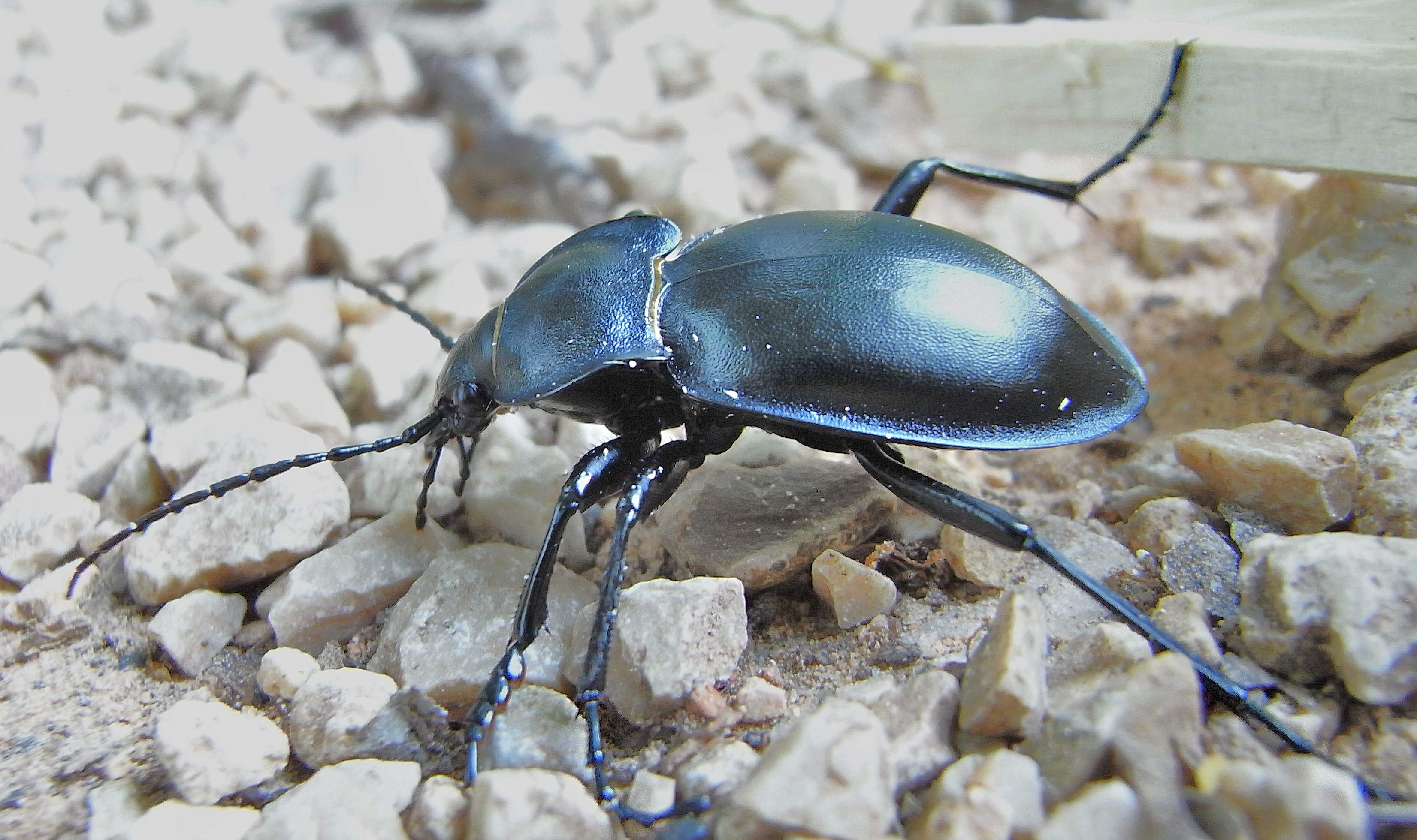
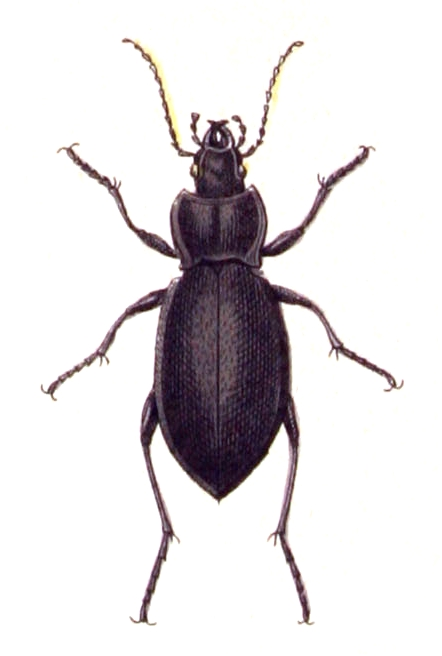
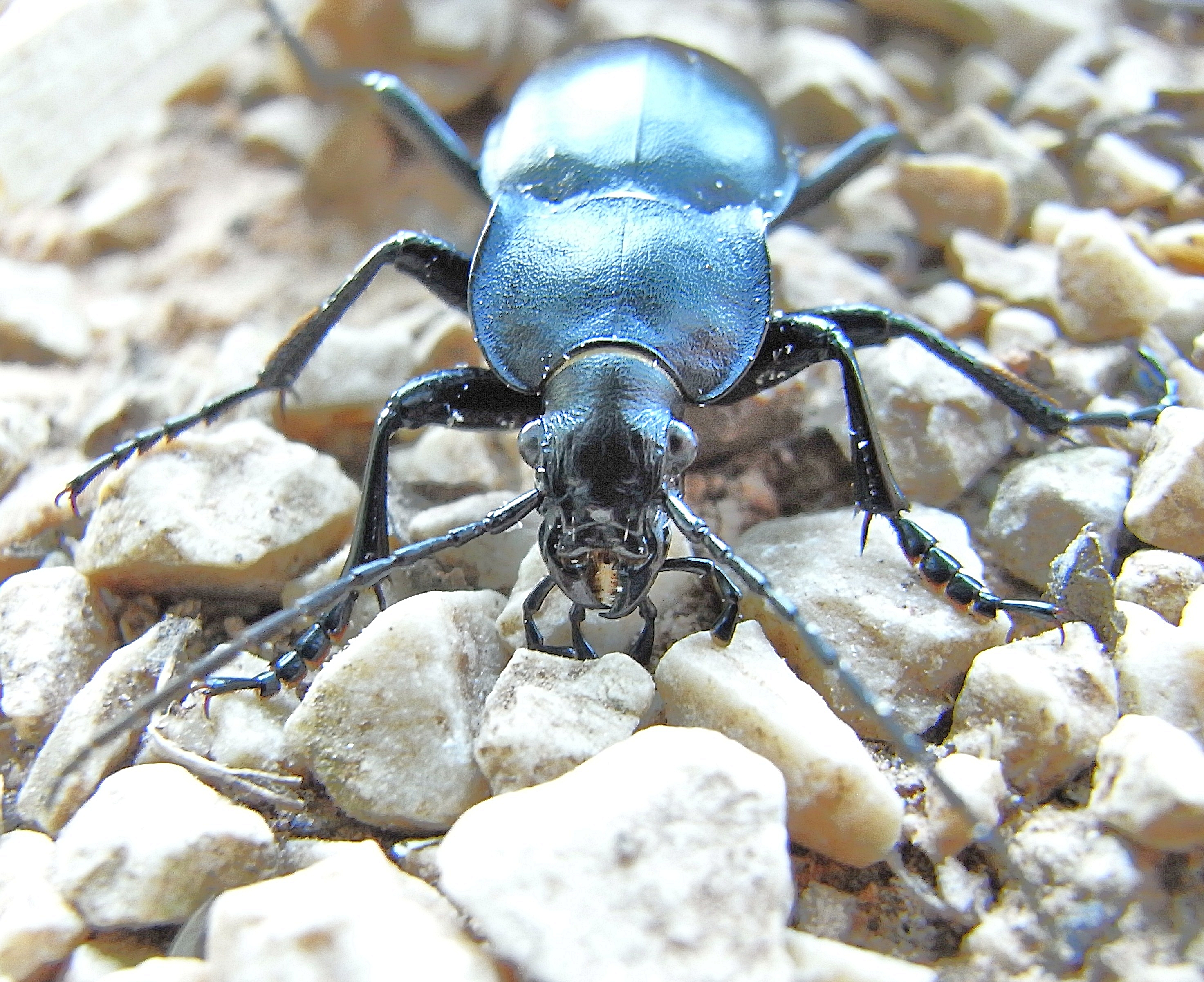